# H. Tjut Djalil
H. Tjut Djalil (11 d'octubre de 1927 - 28 de maig de 2014) va ser un director de cinema i guionista indonesi. Va debutar com a director el 1974 amb la pel·lícula Benyamin Spion 025. És també conegut per haver dirigit pel·lícules de culte com Mystics in Bali (1981), Bajing Ireng dan Jaka Sembung (1985), Lady Terminator (1989) i Dangerous Seductress (1995).
Abans d'entrar a la indústria cinematogràfica, Djalil va ser reporter de diari i autor de contes.